# Vicente Soares Faria
Vicente Soares Faria ist ein osttimoresischer Politiker und Mitglied der linksorientierten FRETILIN.
Faria war 1999 Politischer Koordinator des East Timorese Intellectual Forum (Forsarepetil) und führte bereits damals einen Doktortitel in Öffentlicher Verwaltung von der Universitas Timor Timur (UnTim), der späteren Universidade Nasionál Timór Lorosa'e (UNTL). Im Mai berichtete er vor dem Repräsentantenhaus der Vereinigten Staaten von der fortwährenden Gewalt in Osttimor durch die indonesische Besatzung.
Er war von Juni 2000 Dekan der Fakultät für Sozialwissenschaften und Politik der UNTL, bevor er im Mai 2002 von Valentim Ximenes abgelöst wurde.
Bei den Wahlen am 30. August 2001 zog Faria auf Listenplatz 37 der FRETILIN in die Verfassunggebenden Versammlung ein. Hier war er Schriftführer des Thematischen Ausschusses I.
Mit der Unabhängigkeit Osttimors am 20. Mai 2002 wurde die Versammlung zum Nationalparlament und Faria Abgeordneter. Nach den Neuwahlen im Juni 2007 schied Faria aus dem Parlament aus und lehrte bereits ab Mai 2007 wieder an der UNTL.
An der Schule für Wirtschaft und Management der Universität Minho absolvierte Faria vom Oktober 2008 bis Oktober 2010 ein Masterstudium in öffentlicher Verwaltung.

## Veröffentlichungen (Auswahl)
- O desempenho da Administração Transitória das Nações Unidas em Timor-Leste : um estudo e análise do mandato do segurança das Nações Unidas Segundo a Resolução n. 1272, de 1999, Yogyakarta 2011, ISBN 9786028794596.
- Genocide in Timor Leste has Not Yet Ended, Lao'hamutuk, Mai 1999.